# Clusia drouetiana
Clusia drouetiana är en tvåhjärtbladig växtart som beskrevs av L. B. Smith. Clusia drouetiana ingår i släktet Clusia och familjen Clusiaceae. Inga underarter finns listade i Catalogue of Life.